# Das Vermächtnis der Tempelritter
Das Vermächtnis der Tempelritter ist ein US-amerikanischer Abenteuerfilm von Jon Turteltaub aus dem Jahr 2004 der Walt Disney Company. Im Jahr 2007 entstand die Fortsetzung Das Vermächtnis des geheimen Buches.

## Handlung
Benjamin Gates, dessen Familie einst von Charles Carroll, dem letzten überlebenden Unterzeichner der amerikanischen Unabhängigkeitserklärung, einen Schlüssel zum Geheimnis des legendären Schatzes der Tempelritter anvertraut bekam, entdeckt, dass auf der Rückseite der amerikanischen Unabhängigkeitserklärung eine Karte zum Versteck des Schatzes sein muss, der von den amerikanischen Gründervätern einst vor den Engländern verborgen wurde. Er stiehlt zusammen mit seinem Freund Riley das Original des Dokuments aus dem Nationalarchiv in Washington, um es vor dem geldgierigen zwielichtigen Geschäftsmann Ian Howe in Sicherheit zu bringen. Dann kann er seinen erst zögerlichen Vater und die Historikerin Dr. Chase überzeugen, ihm bei seiner Suche nach dem Schatz zu helfen. Es beginnt eine abenteuerliche Schnitzeljagd durch die Stätten der amerikanischen Revolutionsgeschichte. Dabei müssen Gates und seine Freunde nicht nur Ian und seiner Bande zuvorkommen, sondern haben auch stets den FBI-Agenten Sadusky, der den Diebstahl des wichtigsten nationalen Dokuments der Vereinigten Staaten aufklären soll, auf den Fersen.
Schließlich gelingt es Gates und seinen Freunden, den Schatz zu finden. Gates und Dr. Chase werden ein Paar und können sich zusammen mit Riley an ihrem neuen Reichtum erfreuen. Zwar verteilen die drei Schatzjäger die wertvollen Fundstücke an alle berühmten Museen, behalten aber 1 % des Wertes der Reichtümer für sich, was sie immerhin zu Multimillionären macht.
Das FBI verhaftet Ian und kann damit der Öffentlichkeit einen Schuldigen für den Diebstahl der amerikanischen Unabhängigkeitserklärung präsentieren.

## Route der Schatzjagd
Benjamin Gates erhält von seinem Großvater die Zeile The secret lies with Charlotte (mehrfache Deutungen sind möglich, und das ist auch beabsichtigt: Charlotte kennt das Geheimnis, Das Geheimnis ist bei Charlotte zu finden, Das Geheimnis ruht mit/auf/bei Charlotte). Dieses Wortspiel, dessen korrekte Lösung einen Hinweis nicht auf eine Person, sondern auf ein Schiff namens Charlotte liefert (damit ist die richtige Deutung des Rätselsatzes Das Geheimnis ist auf der Charlotte zu finden), ist die entscheidende Hürde für die Aufdeckung des gesamten Rätsels. Diesen Hinweis hatte Thomas Gates, der Ur-Ur-Großvater des Großvaters, von Charles Carroll, dem letzten lebenden Unterzeichner der Unabhängigkeitserklärung der Vereinigten Staaten, erhalten, als dieser im Sterben lag und es ihm nicht gelungen war, Andrew Jackson zu treffen und sich ihm mitzuteilen. Im Film wird immer wieder angedeutet, dass die Freimaurer als Erben der Tempelritter fungieren und welch großen Einfluss sie schon zu Zeiten der Unabhängigkeitserklärung auf die US-Politik gehabt haben (sollen).

Dies führt Benjamin Gates zum Wrack der Charlotte, eines Schiffes, das einst zur First Fleet gehörte und im November 1818 bei Neufundland verschollen war. 

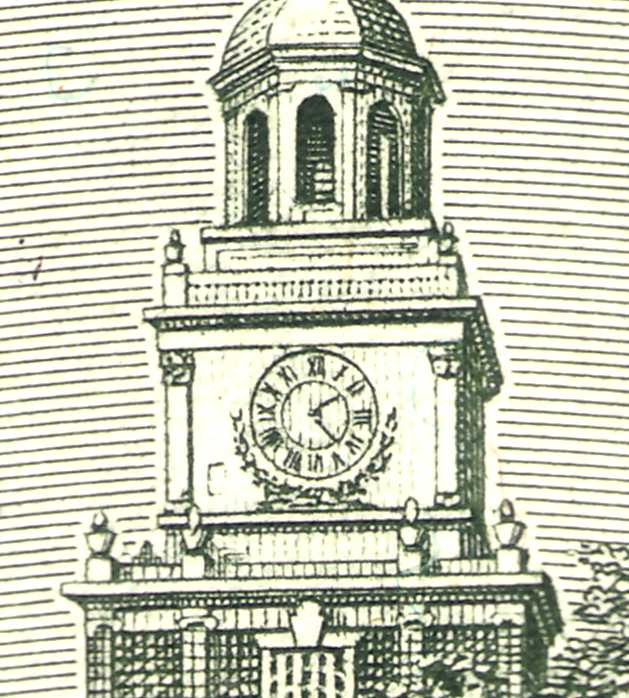
Independence Hall auf dem damaligen 100-US-Dollar-Schein

 In einem Pulverfass im Laderaum des Schiffes stoßen die Schatzjäger auf eine Meerschaumpfeife, die durch Einfärben und anschließendes Abrollen auf Papier einen Vers offenbart, der über den Hinweis auf Timothy Matlack und 55 Männer (die Unterzeichner) auf die Rückseite der Unabhängigkeitserklärung verweist:

„Die Legende geschrieben, mit Zeichen befleckt, der Schlüssel in der Stille unentdeckt, fünfundfünfzig im Stift aus Eisen, Mister Matlack kann’s beweisen
Originalversion: The legend writ, the stain affected. The key in Silence, undetected. Fifty-five in iron pen, Mr. Matlack can’t offend.“

Dort findet sich dann eine Ottendorf-Verschlüsselung, die mit Geheimtinte auf die Rückseite geschrieben wurde. Als diese in Verbindung mit den Silence-Dogood-Leserbriefen entschlüsselt ist, weist sie den Weg zum „House of Pass and Stow“, der Independence Hall mit Liberty Bell, die auch auf dem 100-US-Dollar-Schein zu sehen ist. Wenn man sich nun um 14:22 Uhr, der Uhrzeit auf der Banknote, am ehemaligen Platz der Liberty Bell befindet, sieht man den Schatten des Glockenturms auf eine Mauer fallen. Der Ziegelstein an der Stelle, wo sich zu diesem Zeitpunkt der Schatten des Kreuzes auf der Spitze des Turms befindet, ist hohl und offenbart Gates eine Bifokalbrille, die von Benjamin Franklin gebaut worden ist.

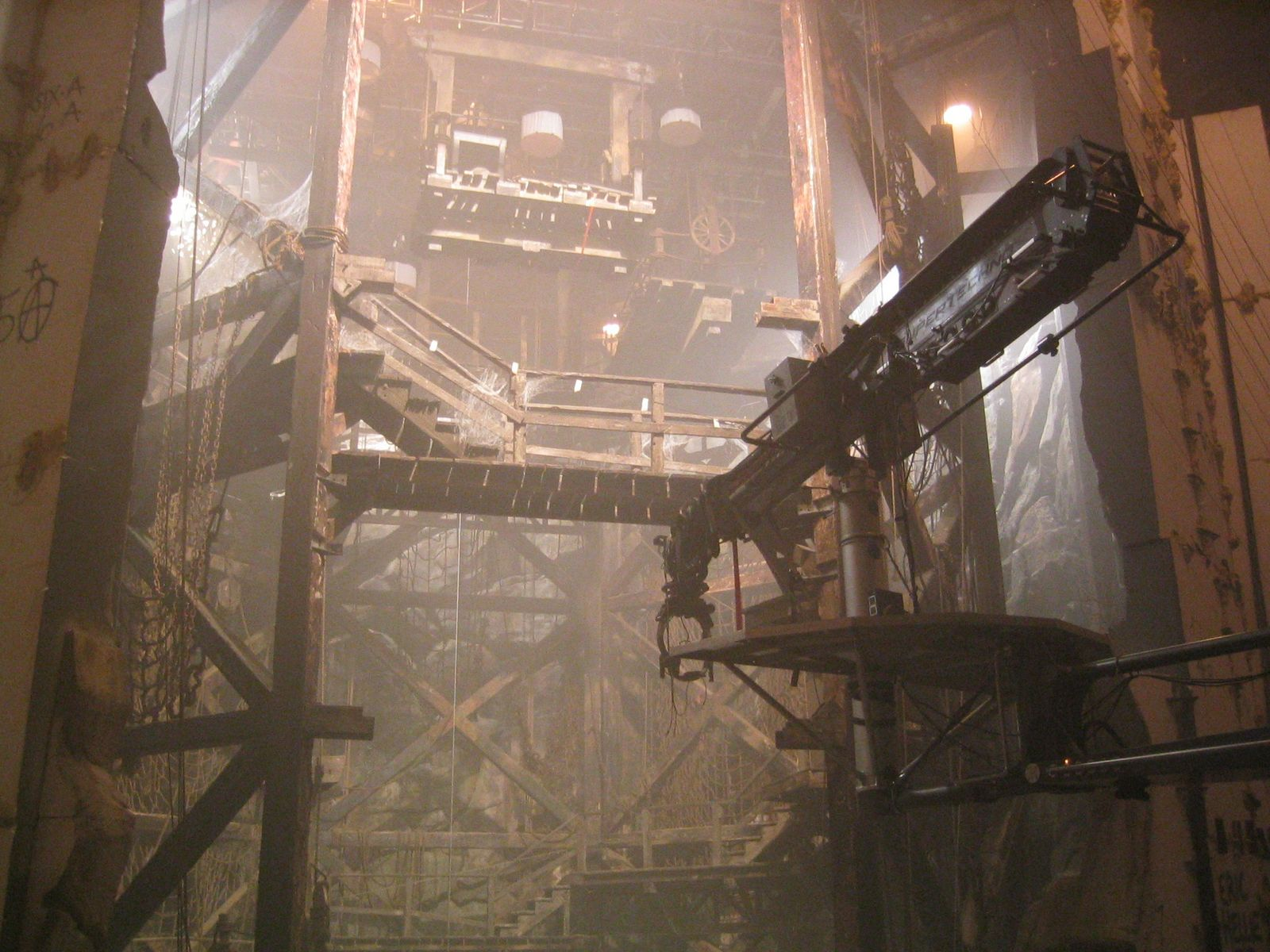
Geheimräume unterhalb der Trinity Church, Foto vom Filmset

Blickt man damit auf die Rückseite der Unabhängigkeitserklärung, kann man Heere at the wall lesen, was sich auf die Kreuzung Wall Street und Broadway bezieht, wo die Trinity Church steht. Einige Stockwerke tiefer stecken die Schatzjäger anscheinend in einer Sackgasse. Ian droht daraufhin, Patrick Gates zu erschießen, falls Benjamin Gates ihm nicht den nächsten Hinweis offenbart. In der Not denkt sich Benjamins Vater einen falschen Hinweis aus, als er eine Laterne sieht. Diese Laterne stehe für „die“ von Paul Revere, der drei seiner Patrioten angewiesen hatte, diese in den Turm der Old North Church von Boston zu hängen. Die Regel one if by land, and two if by sea („eine für den Landweg, zwei für den Seeweg“) sollte die Marschroute der britischen Truppen vor den Gefechten von Lexington und Concord anzeigen.
Natürlich wissen Benjamin Gates, sein Vater und Abigail Chase, dass es zwei Laternen waren, da die Briten sich an den Seeweg hielten. Immerhin können sie so Ian Howe durch den falschen Hinweis nach Boston schicken, auch wenn sie allein zurückgelassen zunächst keinen Ausweg sehen.
Dann aber finden sie durch das Allsehende Auge und einen weiteren Hinweis auf die Charlotte den Schatz der Tempelritter und einen Weg nach draußen. Dort rufen sie das sie immer noch jagende FBI an und stellen sich. Gates verlangt Straffreiheit im Gegenzug für die Auslieferung des unermesslichen Schatzes der Tempelritter. Er vertraut dabei dem FBI-Beamten umso mehr, als er ihn anhand eines Ringes als Freimaurer erkennt. Da aber jemand für den Diebstahl der Unabhängigkeitserklärung verhaftet werden muss, liefert ihm Gates den Verbrecher Ian Howe ans Messer.
Im Film befinden sich noch ein paar weitere Verweise auf die Geschichte der USA: Die Uhrzeit auf dem Geldschein war eine Stunde zu früh angegeben, da seit dem Ersten Weltkrieg die Sommerzeit in den USA eingeführt worden war.
Das Passwort von Abigail Chase, über das Gates Zutritt in den Sicherheitsbereich erhält, lautet Valley Forge. Das Buch, das Benjamin Gates von seinem Vater mitnimmt, weil er Geld darin vermutet, ist Common Sense von Thomas Paine.
Auf dem Gelände des Intrepid Sea-Air-Space Museum an Bord der Intrepid gelingt Gates die Flucht vor dem FBI.
Was vielen deutschen Kinobesuchern auf Grund der Synchronisation entging, ist die Tatsache, dass Ian Howe und seine Genossen, die Gegenspieler von Gates in einer Schnitzeljagd rund um die Geschichte der US-amerikanischen Revolution, keine US-Amerikaner sind. So sind dessen Komplizen, unter anderem gespielt von David Dayan Fisher (wie Howe aus Großbritannien), Stewart Finlay-McLennan (Australien) und Oleg Taktarov (Russland) weder im Film noch im realen Leben gebürtige US-Amerikaner.

## Kritiken
„Bruckheimer-Unterhaltung auf dem neuesten Stand der Technik: hier werden alle Elemente aus den letzten Erfolgen des Produzenten kombiniert.“

„Ein etwas fußlahmer Aufguss von Jäger des verlorenen Schatzes.“

„Flotter Komplottkrimi, lustig und lehrreich“

„Routiniert unterhaltender Actionfilm mit ansprechenden Darstellern und einer zwar nicht originellen, aber solide erzählten Story, die durch das freche Spiel mit uramerikanischen Werten eine überraschend subversive Kehrseite erfährt.“

## Hintergrund
Auf der DVD zum Film sind zwei herausgeschnittene Szenen enthalten: Der Zuschauer sieht dort, wie Gates’ Vorfahr nach Carrols Tod auf Präsident Andrew Jackson trifft, der bereits vom Hinweis mit Charlotte weiß und ihn als Mythos abtut. Außerdem ist die Szene unter der Kirche um einiges länger.
Im alternativen Ende betrachten Benjamin Gates und Chase die Verfassung der Vereinigten Staaten. Auf die Frage, ob sie sicher ist, dass sich dort nicht auch eine Karte auf der Rückseite befindet, erwidert sie, dass sie es bereits ausprobiert habe. Dann stößt Gates’ Vater zu den beiden und referiert, dass im Jahr 1812 Andrew Jackson und Jean Laffite ein Schiff mit einer millionenschweren Goldladung losgeschickt hätten. Sein Sohn erwähnt den Golf von Mexiko, Abigail Chase seufzt und Riley fragt, ob sie dieses Mal etwas von dem Schatz behalten dürften. In der Einleitung zu dieser Fassung sagt Turteltaub, dass sie auf diese Fassung verzichtet hatten, da das Publikum sonst das Gefühl gehabt hätte, man würde eine Fortsetzung ankündigen. Außerdem waren die Macher damit unzufrieden, dass die Szene in einem geschlossenen Raum spielt. Während der Szene wird die Leitmusik aus American Beauty abgespielt. Unter dem Titel Das Vermächtnis des geheimen Buches (National Treasure – Book of Secrets) erschien Ende 2007 allerdings trotzdem eine Fortsetzung. Eine weitere Fortsetzung erfuhr der Film 2022 mit der Serie Das Vermächtnis von Montezuma.
Weiterhin auf der DVD enthalten sind ein Animatic der Geschichtssequenz zu Beginn des Films sowie ein Making-of. Die Animatic ist unterlegt mit einem Lied aus dem Soundtrack von Fluch der Karibik.
Das Budget des Films betrug 100 Millionen US-Dollar; das Einspielergebnis lag in den USA bei 173 Millionen US-Dollar und weltweit insgesamt bei 347 Millionen US-Dollar mit einem Wochenend-Einspielergebnis von 35 Millionen US-Dollar auf Platz 1.
Die deutsche Free-TV-Premiere erfolgte am 20. Januar 2008 auf ProSieben. Diese verfolgten insgesamt 7,53 Millionen Zuschauer bei einem Marktanteil von 22,0 Prozent. In der werberelevanten Zielgruppe konnten 5,53 Millionen erreicht werden, was zu einem Marktanteil von 37,1 Prozent führte.

## Anspielungen
Der Name des Widersachers von Ben Gates, Ian Howe, ist eine Anspielung auf Generalmajor William Howe, der in der Anfangsphase des Amerikanischen Unabhängigkeitskrieges das Oberkommando über die britischen Truppen in Amerika hatte.
Patrick Gates, der Vater von Ben Gates, versteckt immer etwas Geld in einem Büchlein namens Common Sense (dt. Gesunder Menschenverstand) von Thomas Paine. Dieses Buch führte zu einem völligen Meinungsumschwung und gehörte zu den Dingen, die die Revolution einleiteten.
Der komplette Vorname von Ben Gates lautet Benjamin Franklin Gates, der seines Vaters Patrick Henry Gates. Franklin und Henry waren Gründerväter der Vereinigten Staaten von Amerika.

## Synchronisation
Der Film wurde von der Film- & Fernseh-Synchron GmbH synchronisiert. Das Diaglogbuch schrieb Klaus Bickert, die Dialogregie führte Dietmar Wunder.
| Figur                   | Schauspieler            | Synchronsprecher    |
| ----------------------- | ----------------------- | ------------------- |
| Benjamin Franklin Gates | Nicolas Cage            | Martin Keßler       |
| Ian Howe                | Sean Bean               | Torsten Michaelis   |
| Abigail Chase           | Diane Kruger            | Diane Kruger        |
| Riley Poole             | Justin Bartha           | Marcel Collé        |
| Patrick Gates           | Jon Voight              | Joachim Höppner     |
| John Adams Gates        | Christopher Plummer     | Lothar Blumhagen    |
| Sadusky                 | Harvey Keitel           | Joachim Kerzel      |
| Shaw                    | David Dayan Fisher      | Charles Rettinghaus |
| Powell                  | Stewart Finlay-McLennan | Lutz Schnell        |
| Shippen                 | Oleg Taktarow           | Bernd Schramm       |